# Махновец, Леонид Ефремович
Леонид Ефремович Махновец (1919—1993) — украинский советский литературовед, историк, археолог, переводчик, библиограф

. Исследователь творчества философа Г. С. Сковороды.

## Биография
Родился 31 мая 1919 года в селе Озёра (ныне Бородянский район, Киевская область, Украина). Украинец. В годы Великой Отечественной войны служил писарем и снабженцем в РККА.
В 1947 году окончил КГУ имени Т. Г. Шевченко. Прошел аспирантуру при Институте украинской литературы имени Т. Г. Шевченко АН УССР. В 1950 защитил кандидатскую диссертацию «Иван Франко как исследователь оригинальной украинской литературы XVI—XVIII вв.» (научный руководитель — академик Н. К. Гудзий). В 1950—1955 годах был научным сотрудником Государственного музея Т. Г. Шевченко. С 1955 года работал в Институте литературы имени Т. Г. Шевченко АН УССР. В 1966 году получил звание доктора филологических наук. В 1972 году был безосновательно уволен. Возвращён к научной работе решением руководства УССР после того, как получил приглашение на работу в Гарвардский университет.
В 1975—1985 годах работал научным сотрудником Института археологии АН УССР. Доктор филологических наук (1966).
Изучал историю литературы и культуры Украины, в том числе периода Киевского Государства; переводчик и комментатор «Слова о полку Игореве» (1970) и «Летописи Русского» по Ипатьевской списку (1990); составил подробные указатели: именной-личный, географически-археологически-этнографический, генеалогические таблицы, карты и топографические планы.
Автор и соавтор более 400 работ, составитель и редактор изданий Института литературы имени Т. Г. Шевченко.
Умер 19 января 1993 года в Киеве.

## Награды и премии
- Государственная премия УССР имени Т. Г. Шевченко (1990) — за перевод, предисловие и примечания издания «Летопись Русская»
- орден Отечественной войны I степени (6.4.1985)
- медаль «За отвагу» (18.2.1945)